# Barrage de Monasavu
Le barrage de Monasavu est un barrage en enrochement sur la rivière Nanuku environ 60 kilomètres au nord-ouest de Suva dans la province de Naitasiri, aux Fidji. Il se trouve juste au-dessus des chutes de Monasavu et est le barrage le plus grand et le plus haut des Fidji, et représente le plus grand réservoir d'eau du pays. Le but premier du barrage est la production d'hydroélectricité et est associé à une centrale de 80 MW. Le projet hydroélectrique de Monasavu-Wailoa fut validé par la Fiji Electricity Authority en 1977, afin de réduire les importations d'énergies fossiles utilisées alors pour produire de l'électricité ; la construction du barrage commença en mai 1978. Le barrage fut terminé en 1983, et la centrale fut mise en service peu de temps après. La Banque mondiale participa à hauteur de 15 millions de dollars au projet, le reste étant fourni par le gouvernement fidjien et des prêts.

## Centrale hydroélectrique de Wailoa
L'eau du barrage est déviée vers la centrale hydroélectrique de Wailoa, à l'est de la rivière Wailoa, grâce à environ 5,4 kilomètres du tunnels. La centrale contient quatre générateurs de 20 MW à turbine Pelton et la différence de hauteur entre le réservoir et la centrale permet une charge hydraulique (chute d'eau) d'environ 625 mètres. En 1992, la centrale générait 92 % de l'électricité consommée sur Viti Levu, l'île principale des Fidji ; cette proportion était tombée en 2006 à 49 % à cause d'une demande grandissante.